# Tireur d'élite (film, 2019)
Pour les articles homonymes, voir Tireur d'élite (homonymie).
Pour plus de détails, voir Fiche technique et Distribution.
Tireur d'élite (Dvēseļu putenis) est un film letton réalisé par Dzintars Dreibergs (lv), sorti en 2019. Le scénario est adapté du roman d'Aleksandrs Grīns paru en 1935.

## Synopsis
Lors de la première guerre mondiale, Arturs, un adolescent letton, après avoir perdu sa mère et sa maison, décide de rejoindre l'armée sans se douter de ce qui l'attend réellement là-bas.

## Fiche technique
- Titre français : Tireur d'élite[1]
- Titre original : Dvēseļu putenis
- Réalisation : Dzintars Dreibergs (de)
- Scénario : Boris Froumine d'après le roman de Aleksandrs Grīns[2]
- Musique : Lolita Ritmanis (en)
- Photographie : Valdis Celmins
- Montage : Gatis Belogrudovs
- Production : Dzintars Dreibergs
- Société de production : Kultfilma
- Pays :  Lettonie
- Genre : Drame, historique et guerre
- Durée : 104 minutes
- Dates de sortie :
  - Lettonie : 8 novembre 2019
  - France : 25 août 2021 (vidéo à la demande)[3]

## Distribution
- Oto Brantevics : Arturs Vanags
- Grēta Trušiņa : Marta
- Mārtiņš Vilsons (lv): Vanags
- Rezija Kalnina : la mère
- Raimonds Celms : Edgars Vanags
- Jekabs Reinis : Mikelsons
- Gatis Gaga : Konrads
- Renars Zeltins : Spilva
- Vilis Daudzins : le colonel Sala
- Ieva Florence : Mirdza
- Natalija Buha : Ola
- Evita Goze : Lola
- Ziedonis Lochmelis : Apsitis
- Sandis Pecis : Melcs
- Martins Liepa : Spelmanis.

## Accueil
Le film a reçu un accueil favorable de la critique. Il obtient un score moyen de 63 % sur Metacritic.
En France, le film obtient une note de 2,4/5 sur AlloCine et une note de 6/10 sur SensCritique.